# Ernest Goüin
Ernest Goüin (Tours, 22 de julho de 1815 — Paris, 24 de março de 1885) foi um engenheiro civil e empresário francês.
Foi o responsável pela construção de diversas pontes metálicas na França e outros países, construindo depois estradas de ferro. Sua companhia foi fundada em 1846, denominada Ernest Goüin & Cie., mudando sua denominação em 1871 para Compagnie de Construction des Batignolles. Atualmente é denominada Spie Batignolles.
É um dos 72 nomes perpetuados na Torre Eiffel.

## Biografia
Nascido em 20/22 de julho de 1815, segundo filho de Édouard Goüin, Ernest Goüin veio de uma família estabelecida de distintos banqueiros e comerciantes.
Ele foi educado na École Polytechnique e alcançou o posto militar de major quando, em 1836, renunciou à sua comissão e começou a treinar engenharia civil na École nationale des ponts et chaussées. Em seguida, estudou engenharia na Inglaterra, aprendendo na ferrovia nas oficinas dos Irmãos Sharp (Sharp, Stewart and Company era um fabricante de locomotivas a vapor) em Manchester, e posteriormente foi responsável pelo acompanhamento da construção das locomotivas para a Compagnie du chemin de fer de Paris à Orléans, nas oficinas dos Irmãos Sharp em Manchester.
Entre 1839 e 1845, ele foi gerente de uma oficina ferroviária em Paris na linha Paris-St. Germain; em 1846 ele fundou sua própria empresa Ernest Gouin et Cie. com o apoio de James de Rothschild (foi um alemão - Francês banqueiro judeu e fundador do ramo francês da família Rothschild), e começou a construção de locomotivas. Uma depressão econômica em 1847 afetou os pedidos de locomotivas e forçou Goüin a diversificar; como resultado, sua empresa começou a fabricar construções metálicas estruturais e, em 1852, sua empresa construída tornou-se a primeira construtora de pontes metálicas na França, com uma ponte em Asnières.
Mais tarde, ele estabeleceu um estaleiro em Nantes. Sua empresa tornou-se pública em 1871 como Société de Construction des Batignolles e, por meio dela, ele se envolveu na construção de ferrovias, incluindo travessias dos Pirenéus, Apeninos, Cárpatos e Alpes Tiroleses, linhas na Argélia e Senegal, bem como linhas ferroviárias na França e Bélgica. Ele também alcançou os cargos de diretor do Banque de France e presidente do Conseil de prud'hommes de la Seine e da Câmara de Comércio de Paris.
 

Norreu em 1871. Os seus descendentes estiveram envolvidos na gestão da Société de Construction de Batignolles. 